# Gora Matvejchuka
Gora Matvejchuka är ett berg i Antarktis. Det ligger i Östantarktis. Australien gör anspråk på området. Toppen på Gora Matvejchuka är 1 584 meter över havet.
Terrängen runt Gora Matvejchuka är huvudsakligen en högslätt. Trakten är obefolkad. Det finns inga samhällen i närheten.